# Barbarossa Social Club
Barbarossa Social Club è il tredicesimo album, e seconda raccolta del cantautore italiano Luca Barbarossa, pubblicato nel 2011.
Il disco è stato anticipato dal singolo Fino in fondo, cantato in duetto con Raquel del Rosario e presentato al Festival di Sanremo 2011. Tra le guest star, oltre alla cantante spagnola, ci sono Max Gazzè con il brano inedito Non mi stanco mai, Roy Paci, Neri Marcorè e Fiorella Mannoia con l’inedito Quando la notte cade giù. Un altro inedito contenuto è Due solitudini.

## Tracce
CD1
1. Fino in fondo (feat. Raquel del Rosario)
2. Non mi stanco mai (feat. Max Gazzè & Roy Paci)
3. Via delle storie infinite
4. Roma spogliata
5. Al di là del muro
6. Greta
7. Cose e rose
8. Fine di un amore
9. Le cose da salvare
10. Come dentro un film
11. Amore che vieni amore che vai (feat. Neri Marcorè)
12. Portami a ballare

CD2
1. Quando la notte cade giù (feat. Fiorella Mannoia)
2. Due solitudini
3. L'angelo custode
4. Via Margutta
5. Chissà dove te ne vai
6. L'amore rubato
7. Yuppies
8. Fortuna
9. Ali di cartone
10. La canzone dei vecchi amanti
11. Belle le tue labbra

## Formazione
- Luca Barbarossa - voce, ukulele
- Stefano Cenci - pianoforte, Hammond, tastiere, marimba, fisarmonica
- Fio Zanotti - pianoforte, tastiere (su Fino in fondo)
- Jack Tama - percussioni, congas
- Roberto Polito - batteria, percussioni
- Lele Melotti - batteria (su Fino in fondo)
- Mauro Formica - basso
- Mario Amici - chitarra acustica
- Claudio Trippa - chitarra elettrica
- Nicola Pesce - trombone

## Classifiche
| Paese  | Posizione raggiunta |
| ------ | ------------------- |
| Italia | 47                  |